# George Strickland Kingston
Pour les articles homonymes, voir George Kingston et Kingston.
George Strickland Kingston, né le 23 août 1807 à Bandon dans le comté de Cork en Irlande et mort le 30 novembre 1880 en mer, est un homme politique britannique, actif en Australie-Méridionale.

## Biographie
Il arrive en Australie-Méridionale à bord du Cygnet en 1836. Il est employé comme arpenteur attaché à William Light. 
Son fils cadet, Charles Cameron Kingston, né d'un second mariage, devient plus tard Premier Ministre d'Australie Méridionale de 1893 à 1899.